# Phytoseius leaki
Phytoseius leaki är en spindeldjursart som beskrevs av Schicha 1977. Phytoseius leaki ingår i släktet Phytoseius och familjen Phytoseiidae. Inga underarter finns listade i Catalogue of Life.